# Ашур, Даллаль Мерва
Далла́ль Мерва́ Ашу́р (араб. دلال مروة عاشور‎; род. 3 ноября 1994, Блида, Алжир) — алжирская волейболистка, центральная блокирующая. Участница летних Олимпийских игр 2012 года.

## Спортивная биография
Даллаль Ашур выступает в чемпионате Алжира за клуб «Музайя».
В 2012 году Даллаль Ашур приняла участие в летних Олимпийских играх в Лондоне. На олимпийском турнире Ашур выходила на площадку в двух матчах, а сборная Алжира проиграла все матчи в группе и осталась на 11-м месте по итогам соревнований.